# Niszczyca płotowa

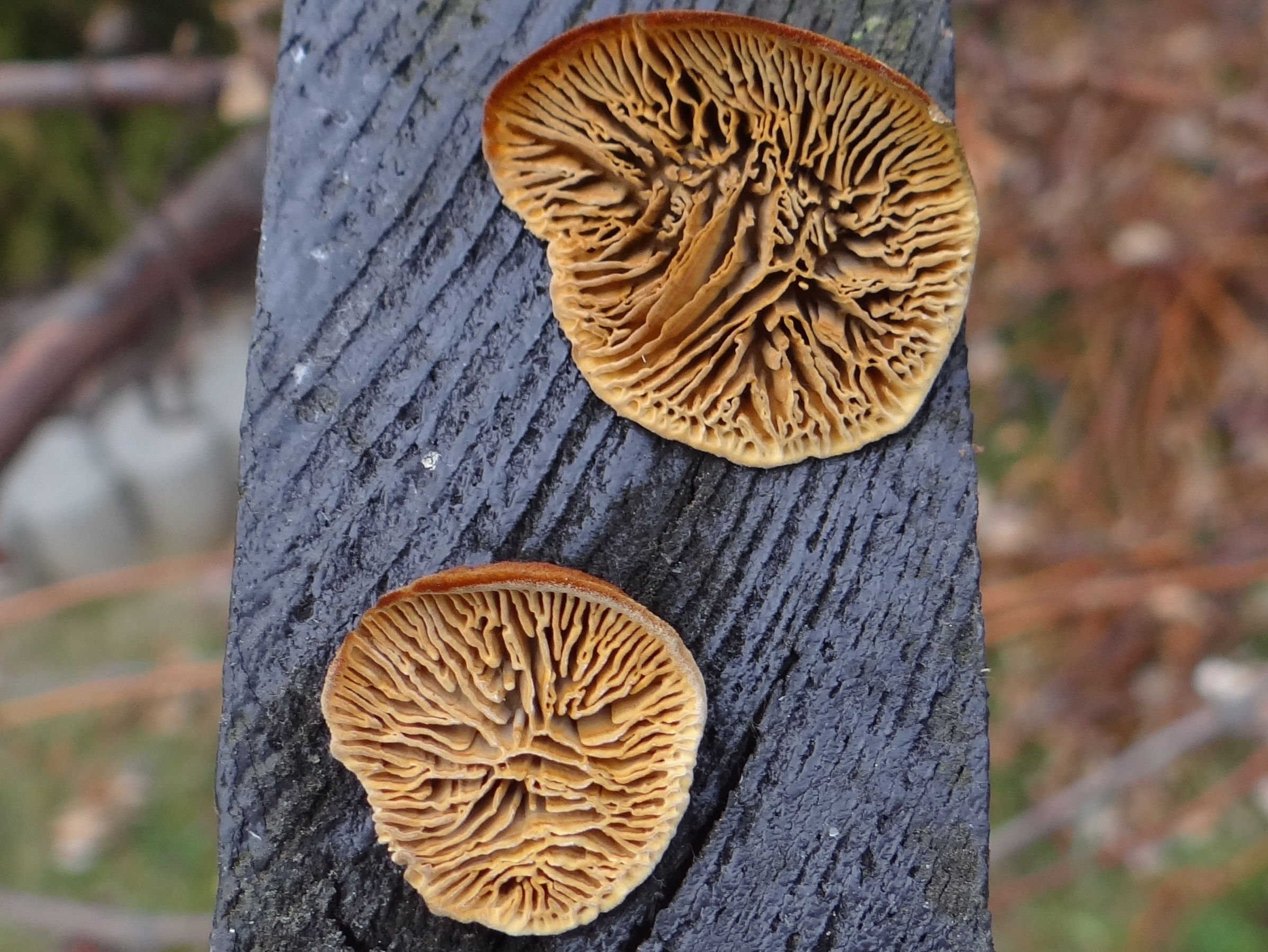
Hymenofor

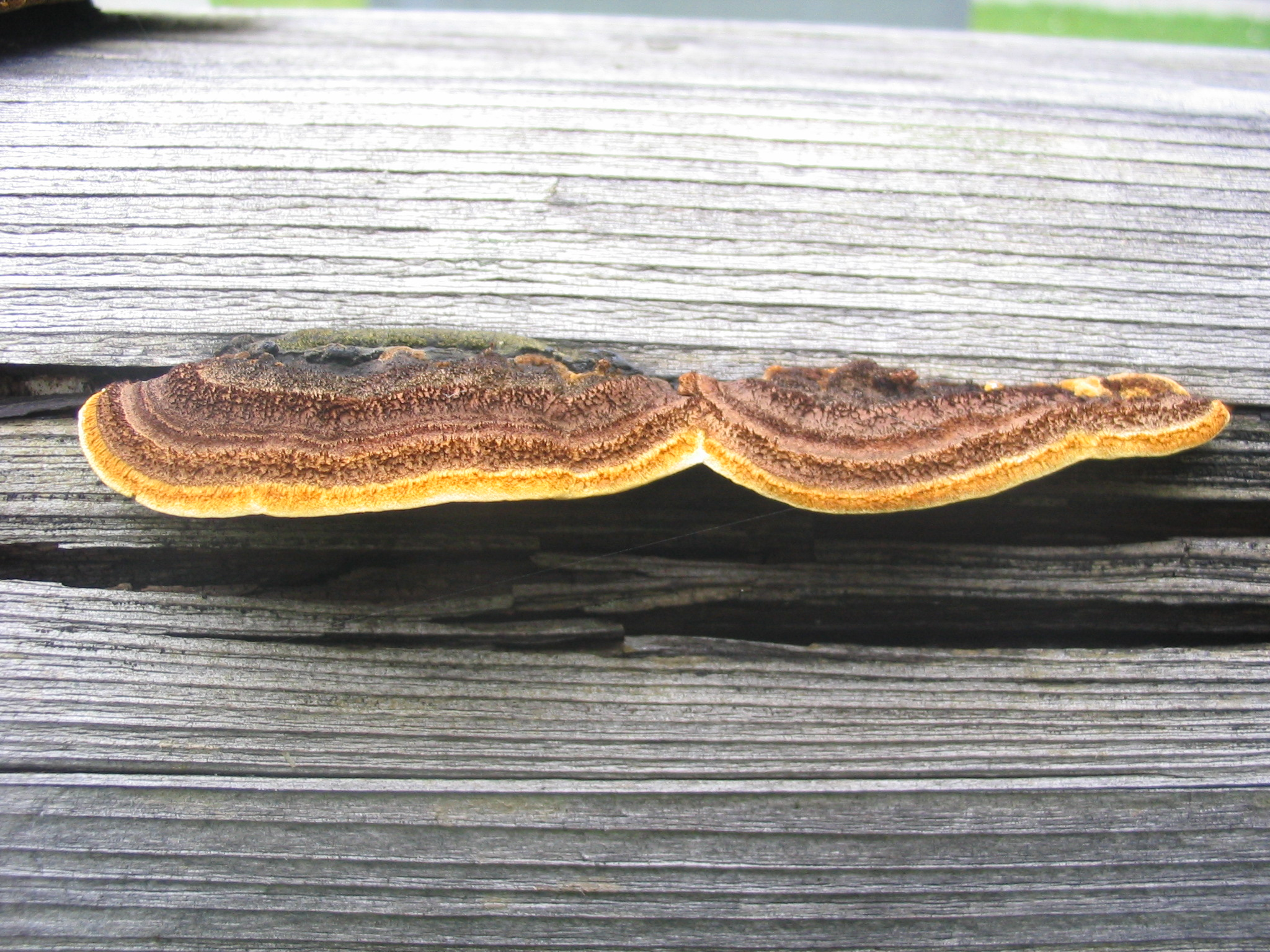
Niszczyca płotowa na desce

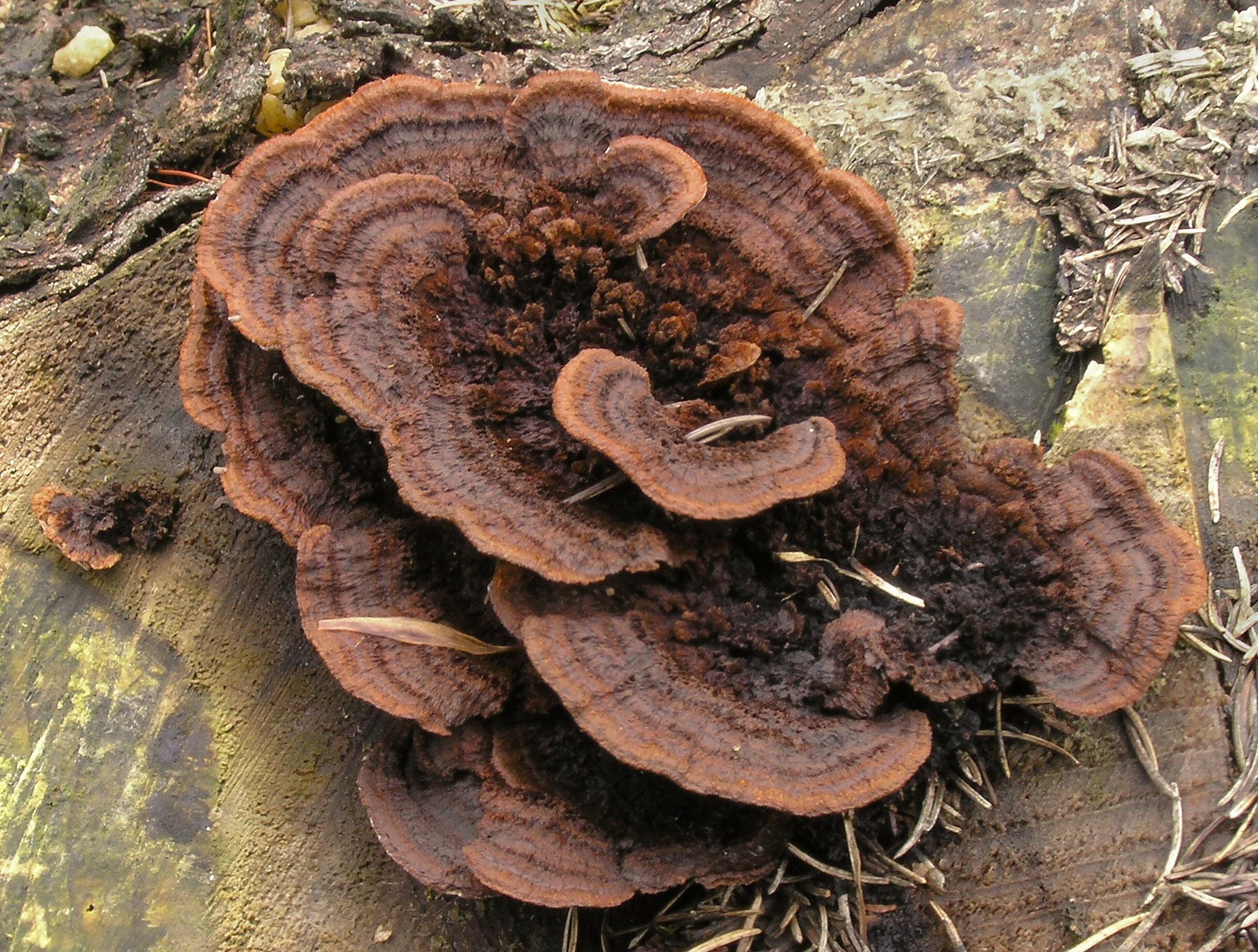

Niszczyca płotowa (Gloeophyllum sepiarium (Wulfen) P. Karst.) – gatunek grzybów należący do rodziny niszczycowatych (Gloeophyllaceae).

## Systematyka i nazewnictwo
Pozycja w klasyfikacji: Gloeophyllaceae, Gloeophyllales, Incertae sedis, Agaricomycetes, Agaricomycotina, Basidiomycota, Fungi (według Index Fungorum).
Po raz pierwszy takson ten zdiagnozował w 1787 r. Franz Xaver von Wulfen, nadając mu nazwę Agaricus sepiarius. Obecną, uznaną przez Index Fungorum nazwę nadał mu w 1882 r. Petter Adolf Karsten, przenosząc go do rodzaju Gloeophyllum. Niektóre synonimy naukowe:

- Agaricus asserculorum Batsch 1783
- Agaricus boletiformis Sowerby 1809
- Agaricus sepiarius Wulfen 1786
- Agaricus sepiarius var. sepiarius Wulfen 1786
- Agaricus undulatus Hoffm. 1797
- Daedalea sepiaria (Wulfen) Fr. 1821
- Daedalea sepiaria subsp. sepiaria (Wulfen) Fr. 1821
- Daedalea sepiaria var. undulata (Hoffm.) Pers. 1828
- Daedalea ungulata Lloyd 1915
- Gloeophyllum ungulatum (Lloyd) Imazeki 1943
- Lenzites argentina Speg. 1898
- Lenzites sepiaria (Wulfen) Fr. 1889
- Merulius sepiarius (Wulfen) Schrank 1789[2].

Nazwę polską podał Stanisław Domański w 1967 r. W polskim piśmiennictwie mykologicznym gatunek ten opisywany był też jako siatkowiec płotowy, bedłka płotowa, skórzak płotowy, grzyb słupowy.

## Morfologia
Owocnik
Grubość do 3 cm, średnica do 10 cm. Zazwyczaj przyrasta bokiem i ma kształt półkolisty, kolisty, rozpostarty, czasami listewkowaty. Kolor powierzchni od czerwonobrązowego do tabaczkowobrązowego, zewnętrzna, świeża strefa przyrostu ma kolor pomarańczowożółty. Jest faliście bruzdowana i strefowana, za młodu szczeciniasto owłosiona, u starszych okazów naga.
Hymenofor
Zmienny; zazwyczaj blaszkowaty, czasami blaszkowo-porowaty lub porowaty. Blaszki często połączone poprzecznymi anastomozami. Kolor od żółtawego przez pomarańczowy i rdzawy do rdzawobrązowego.
Miąższ
Cienki, ciemnobrązowy, skórzasty i elastyczny. Smak łagodny lub lekko gorzki.
Wysyp zarodników
Biały.
Cechy mikroskopowe
Zarodniki cylindryczne i spłaszczone z jednej strony, gładkie i bezbarwne. Rozmiar: 9–12 × 3–4,5 μm. System strzępkowy trimityczny; strzępki szkieletowe grubościenne, złotobrązowe, strzępki łącznikowe rzadkie, grubościenne, jasnozłocistobrązowe, kręte, ze sprzążkami. Strzępki generatywne cienkie do grubościennych ze sprzążkami. W hymenium liczne cystydy, szydłowate do tępych, w młodości cienkościenne, potem grubościenne, niektóre niezwykle wydłużone, niektóre lekko wystające ponad hymenium, 25–95 × 3–7 µm; zwykle gładkie, rzadziej z małą koroną z kryształów. Bazydiospory cylindryczne, 9–13 × 3–5 μm, szkliste, gładkie.
Gatunki podobne
Jest kilka podobnych gatunków niszczyc. Niszczyca blaszkowata (Gloeophyllum abietinum) ma ciemniejsze zabarwienie (brak w nim odcieni barwy żółtej i pomarańczowej) oraz blaszki luźne, grube. Rośnie tylko na drewnie drzew iglastych. Niszczyca belkowa (Gloeophyllum trabeum) rośnie na drewnie zarówno iglastym, jak liściastym, ale hymenofor ma w postaci labiryntowatych lub anastomozujących blaszek.

## Występowanie i siedlisko
Występuje w Ameryce Północnej, Europie, Azji, Afryce i Australii. W Europie Środkowej grzyb bardzo pospolity, w Polsce również.
Owocnik jest jednoroczny, lub wieloletni. Rośnie na martwym drewnie drzew iglastych, szczególnie świerków; na pniach, pniakach. Bardzo często atakuje drewniane konstrukcje płotów, mostów, pergoli, słupy telegraficzne, konstrukcje domów, podkłady kolejowe itp.

## Znaczenie
Grzyb niejadalny. Saprotrof, rzadko tylko pasożyt atakujący drzewa stare, osłabione i zamierające. Z punktu widzenia gospodarki człowieka jest bardzo szkodliwy, wywołuje bowiem silną zgniliznę brunatną drewna o szybkim przebiegu. Jest przy tym odporny na wysuszenie i wysokie temperatury, dzięki temu potrafi rozwijać się w warunkach niedostępnych dla innych grzybów – np. na żerdziach płotu, na drewnie konstrukcyjnym. Owocniki wytwarza już w rok po zainfekowaniu drewna. Jest odporny również na środki grzybobójcze,
Zawiera lenzytynę mającą własności bakteriobójcze.